# Spirillum minus
Spirillum minus — найдрібніший представник роду Spirillum, є патогеном, що спричинює содоку.

## Морфологічні особливості
Spirillum minus — грамнегативна, факультативно анаеробна бактерія. Ці бактерії мають тонку, але жорстку стінку, в якій міститься ліпополісахарид, що діє як ендотоксин, здатний зумовити інтоксикацію, гарячку, сильну імунну відповідь у хворого. Завдовжки ці бактерії сягають 5 мкм, завтовшки — до 2 мкм. Клітини мають спіральну форму з 2-3 хвилями вигину, довжина кожної хвилі сягає 0,8-1 мкм. Через це при мікроскопії іноді створюється враження, що ці бактерії більше пласкі, аніж спіральні. Spirillum minus мають бітермінально (на обох кінцях клітин) від 1 до 5 дуже рухливих джгутиків, через що швидко рухаються у круговому русі. Містять всередині клітини округлу ДНК і маленькі рибосоми. Розмноження відбувається бінарним поділом.

## Культуральні особливості
Практично не ростуть на штучних поживних середовищах, через що для їх виділення з організмів людей і тварин застосовують зараження лабораторних тварин, переважно морських свинок і білих мишей. Після цього отримують пунктати з органів, мазки з яких фарбують по Романовському-Гимза, після чого при світловій мікроскопії Spirillum minus виглядають як характерні спірили фіолетово-рожевого забарвлення. Також для мікроскопічної діагностики використовують фарбування сріблом.
У довкіллі нестійкі. Spirillum minus вважають звичайним мікроорганізмом ротової порожнини пацюків. У 25 % обстежених особин цих гризунів в деяких регіонах світу, особливо в Азії, в слині виявляли Spirillum minus.